# تشارلز ويتمان
تشارلز جوزيف ويتمان (24 يونيو 1941 - 1 أغسطس 1966) (بالإنجليزية: Charles Joseph Whitman) كان طالباً في جامعة تكساس في أوستن الذي قتل 16 شخصاً وأصاب 32 آخرين خلال حادث إطلاق نار في محيط الحرم الجامعي في 1 أغسطس 1966.

## وصلات خارجية
- تأثير هائل لفحوصات المخ على النظام القضائي الأميركي